# Assedio di Messina (1848)
L'assedio di Messina durante la Rivoluzione siciliana del 1848 fu il momento finale di una serie di eventi che, dal gennaio al settembre di quell'anno, videro contrapposte a Messina le forze degli insorti siciliani e quelle dell'esercito borbonico, che dopo una serie di sconfitte riconquistarono la città, al termine di un pesante bombardamento. Più che di un assedio nel senso classico del termine si può parlare di un lunghissimo ciclo operativo militare, con una successione ininterrotta di scontri di diversa entità e portata.

## Contesto

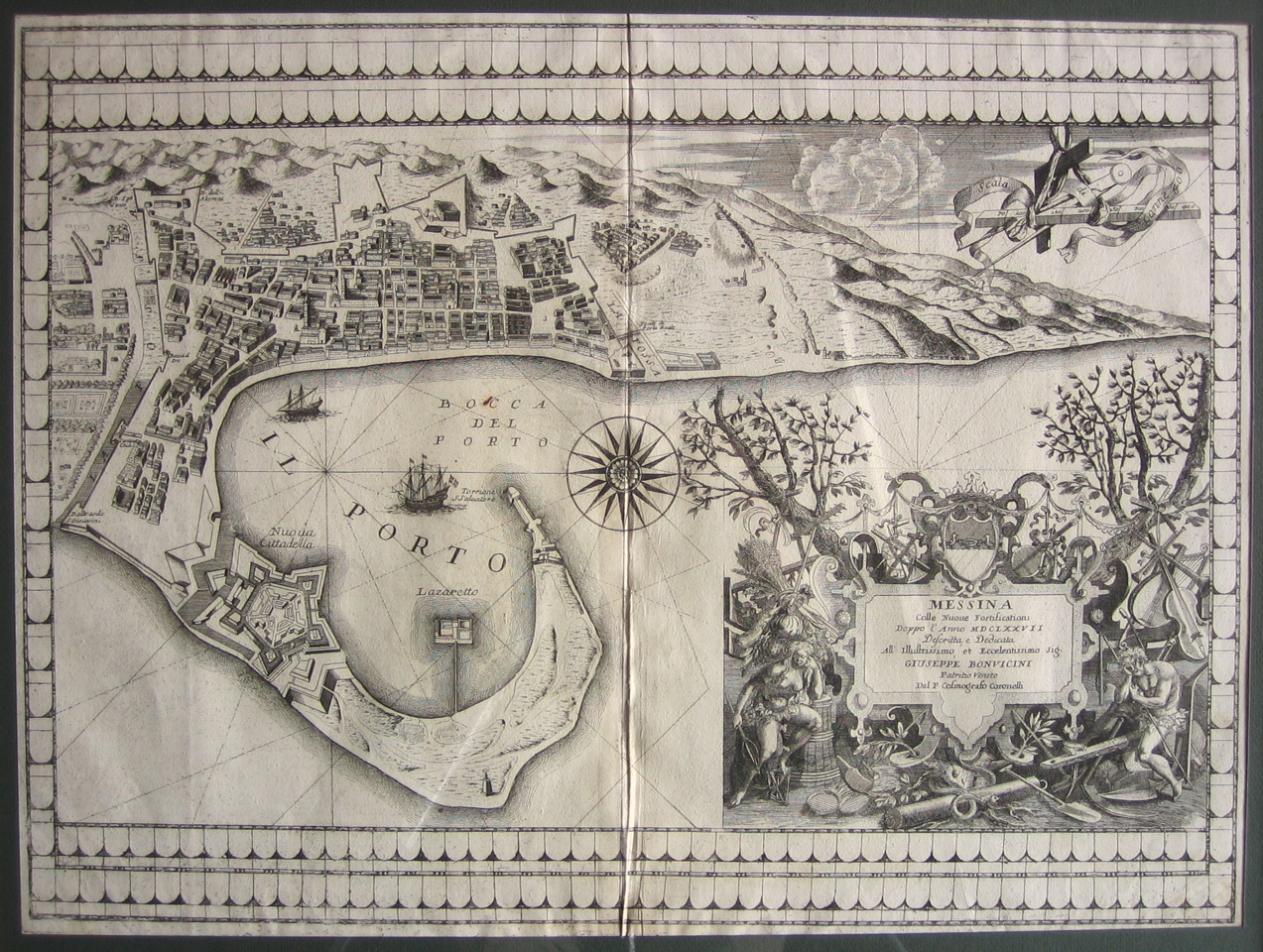
Pianta seicentesca del porto di Messina

### Il sistema fortificato
Il porto di Messina è costituito da una penisola che partendo dall'estremità sud della città volge verso nord e poi verso ovest a forma di falce. Nel punto di partenza di questa piccola penisola era stata costruita, dopo la grande insurrezione di Messina del 1674-78 contro gli Spagnoli, una mastodontica fortezza, nota come Cittadella di Messina, formata da una costruzione pentagonale protetta da profondi fossati ed opere avanzate. Inoltre sull'altra estremità della penisola esisteva un'altra fortezza, più piccola, il Forte San Salvatore, fiancheggiato dal Forte Real Basso, posto dinanzi sulla spiaggia cittadina. Questo complesso di fortificazioni sbarrava interamente l'ingresso del porto. Sul lato opposto, la Cittadella nel punto in cui si collegava con la terraferma aveva inoltre un arsenale fortificato ed un altro forte, il Forte Don Blasco.
Esistevano ancora a sorveglianza della città di Messina altri tre forti, quelli di Gonzaga, di Rocca Guelfonia e del Castellaccio, che però non facevano sistema con quelli posti presso il porto. Esistevano inoltre presidi militari presso le carceri e l'ospedale civico. Messina era quindi sorvegliata da ben sette diverse fortezze, di diverse dimensioni, fra cui spiccava la mole dell'enorme Cittadella.

### Le insurrezioni antiborboniche

#### Nel settembre del 1847

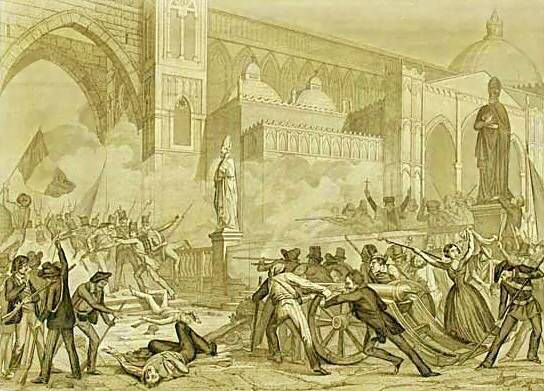
La Rivoluzione siciliana del 1848 a Palermo in una stampa d'epoca

L'ostilità dei Siciliani nei confronti del dominio borbonico era dovuto ad un complesso di ragioni, che comprendevano la soppressione d'ogni forma d'autonomia ed il predominio degli elementi napoletani, la condizione di povertà dell'isola, il duro regime poliziesco e le violazioni degli impegni presi da parte dei governi di Napoli.
In questo contesto, Messina era divenuta in Sicilia uno degli epicentri della rete politica clandestina antiborbonica, assieme a Palermo e a Catania, in collegamento con gli esuli residenti nella vicina isola di Malta. Già il 2 marzo 1822 erano stati fucilati quattro liberali che avevano partecipato ad un tentativo insurrezionale a Messina, precisamente il sacerdote Giuseppe Brigandì, Salvatore Cesareo, Vincenzo Fucini, Camillo Pisano. Molti altri siciliani che avevano preso parte al moto erano invece condannati al carcere o costretti all'esilio.
Un altro tentativo insurrezionale a Messina era avvenuto il 1º settembre del 1847, ma era stato schiacciato dalla truppa borbonica nel giro d'alcune ore.  Gli insorti, capeggiati da Giovanni Krymi, Antonio Pracanica e Paolo Restuccia, s'erano riuniti dinanzi alla piazza antistante al Duomo di Messina, con armi improvvisate ed una sorta d'uniforme, costituita da un ampio camicione bianco e da un cappello a tese larghe con sopra una coccarda tricolore. Le truppe borboniche uscirono dalla Cittadella ed assalirono i patrioti, un violento scontro durato molte ore e che si concluse con la sconfitta dell'insurrezione. Seguì poi una pesante repressione da parte delle autorità borboniche. Alcuni insorti furono condannati a morte, molti altri costretti alla fuga per salvarsi la vita. Inoltre la polizia torturò duramente l'abate Giovanni Krymi, il sacerdote Carmine Allegra, i cappellani Simone Gerardi e Francesco Impalà, senza però riuscire ad indurli alla delazione. Ancora, le autorità borboniche avevano imposto la chiusura di circoli ed associazioni culturali e sottoposto a controllo l'università. Tutto ciò però aveva rafforzato l'opposizione al regime, ormai estesa a tutte le classi sociali e che poteva appoggiarsi ad una rete molto diffusa e ramificata, costituita da società artigiane, ordini religiosi, monasteri, ambienti accademici ecc.
La subitanea insurrezione scoppiata a Palermo all'inizio del 1848 aveva liberato dal dominio borbonico, molto odiato nell'isola, quasi tutta la Sicilia. Tuttavia, l'esercito borbonico aveva avuto cura di conservare il dominio della Cittadella di Messina, che era di grandi dimensioni, potentemente fortificata e per la sua collocazione atta a costituire un'autentica testa di ponte per la riconquista della Sicilia. La Cittadella contava circa 300 cannoni ed una forte guarnigione, al sicuro dietro le mura ed i fossati.

#### 29 gennaio/21 febbraio 1848

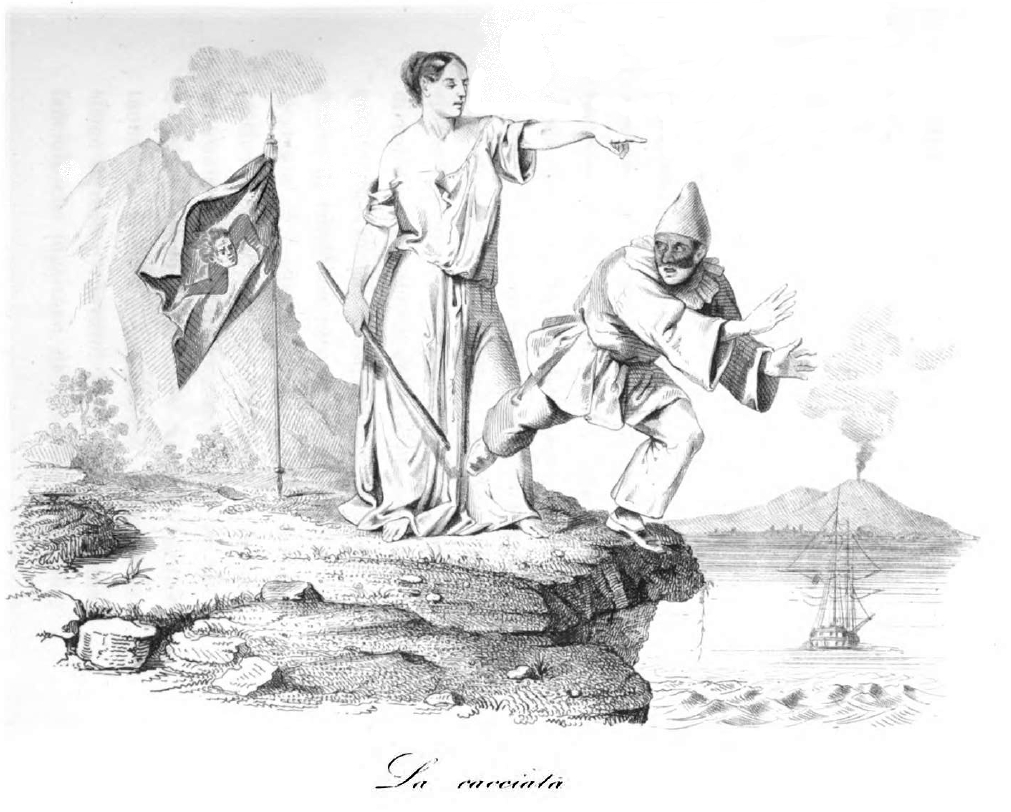
Stampa allegorica del tempo raffigurante la cacciata delle truppe napoletane dalla Sicilia

La cittadinanza di Messina così non si rassegnava alla sconfitta della rivolta del 1847 e ricostituiva ad inizio di gennaio un comitato rivoluzionario, con la collaborazione del patriota Giuseppe La Masa.
Il 12 gennaio era infatti insorta Palermo, sotto la guida di La Masa e Rosolino Pilo e il 23 era stata dichiara decaduta la monarchia borbonica in Sicilia.
Il 28 gennaio fu creato anche nella città falcata un comitato di pubblica sicurezza e di guerra presieduto dall'avvocato Gaetano Pisano, che decideva a favore dell'insurrezione per il giorno successivo. Nel corso della notte si preparava la sollevazione ed alle ore nove della mattina del 29 gennaio i messinesi scendevano in massa per le strade, armati in modo improvvisato con fucili da caccia, vecchie armi da fuoco come schioppi e tromboni od anche armi bianche quali sciabole, stocchi, coltellacci.
Il comitato degli insorti provava a trattare con il comandante della piazza, il generale Cardamona, che però rifiutava. Il comando borbonico, che comprendeva i generali Cardamona, Busacca e Nunziante ed il duca di Bagnoli, aveva ricevuto dal re Ferdinando II l'ordine di tenere ad ogni costo Messina, poiché la città rappresentava la testa di ponte indispensabile per la riconquista della Sicilia insorta. Gli alti ufficiali borbonici decidevano quindi far bombardare la città con i numerosissimi cannoni e mortai a propria disposizione nelle molte fortezze, a cui si aggiungevano ancora le artiglierie mobili collocate nel cosiddetto piano di Terranova, dinanzi alla Cittadella, e quelle della nave da guerra “Carlo III”. Le prime vittime erano un bambino, ucciso mentre si trovava in braccio alla madre, ed un'anziana donna. Approfittando del massiccio bombardamento, le truppe borboniche uscivano dalle fortezze ed attaccavano gli insorti, nel tentativo di riprendere possesso della città. La loro azione incontrava però la resistenza compatta dell'intera cittadinanza, che vedeva assieme uomini, donne e persino i bambini combattere contro i napoletani.
Si distinsero fra gli altri Francesco Munafò, Antonio Lanzetta e Rosa Donato, poi soprannominata “artigliera del popolo”. Fra i molti combattenti siciliani che dovevano distinguersi nella lunga battaglia spiccò anche Stefano Crisafulli. Le forze borboniche, contenute e poi contrattaccate, erano costrette a ritirarsi all'interno dei forti.

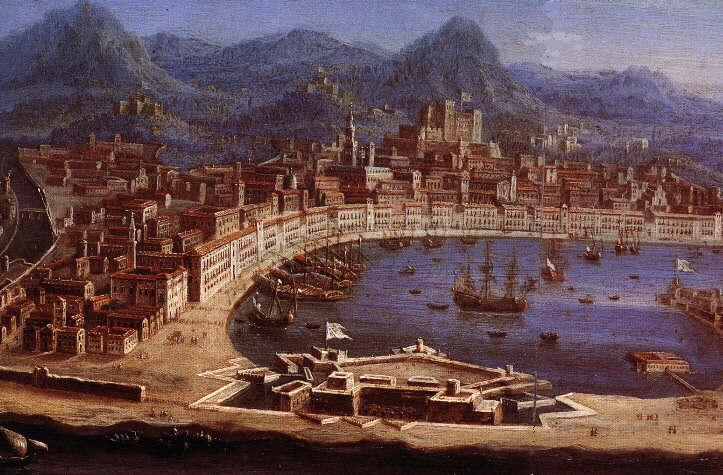
Messina in una stampa d'epoca

Il generale Cardamono, furioso, ordinava di proseguire il bombardamento sulla città a puro scopo di rappresaglia, ma questo non spaventava gli insorti. Messina anzi s'illuminava a festa e l'anziano Salvatore Bensaja percorreva le vie della città a testa d'una banda musicale che suonava marce guerresche. Le forze degli insorti erano frattanto rafforzate dall'affluire dalla campagna e dai paesi dell'interno di gruppi di volontari, con coccarda tricolore sul capo e fascia tricolore a tracolla, muniti d'armi da fuoco e bianche. Il comitato di pubblica sicurezza dei patrioti assumeva l'organizzazione della lotta ed assieme dell'amministrazione della città e del territorio.
Il 30 gennaio il generale Cardamono tentava un contrattacco per collegare i reparti borbonici sparsi per la città, ma esso era nettamente respinto. L'attacco dei napoletani, compiuto con fanteria ed artiglieria, s'era mosso dal campo trincerato detto di Terranova, uscendo dalla porta Saracena, per cercare d'irrompere nel quartiere dei Pizzillari. Il caposquadra siciliano Munafò, rimasto lievemente ferito nello scontro, ributtò indietro i regi, infliggendo loro anche molte perdite. Il 31 gennaio erano invece gli insorti a passare all'offensiva, prendendo come obiettivo le guarnigioni minori ed i forti più deboli: i presidi napoletani all'ospedale civico ed alle carceri e quelli posti a Rocca Guelfonia ed al Castellaccio s'arrendevano praticamente senza combattere. Il giorno seguente, 1º febbraio, i siciliani attaccavano Forte Gonzaga, che s'arrendeva dopo una resistenza quasi nulla. A questo punto rimanevano in mano alle truppe regie napoletane soltanto la Cittadella ed i forti ad essa collegati. Il comando borbonico tentava un altro contrattacco e per far ciò ordinava alle truppe di fare irruzione nel monastero femminile di Santa Chiara. I borbonici sfondavano un solido muro perimetrale del convento e vi facevano irruzione, fra lo sgomento delle religiose. Il monastero era quindi subito adibito a fortezza da parte dei napoletani, che tentavano partendo da questo punto d'effettuare una sortita contro gli insorti. Essa era però respinta con energia dai siciliani.
Agli insuccessi militari s'aggiungevano quelli politici. L'arcivescovo di Messina, monsignor Francesco di Paola Villadicani, indignato per la profanazione del santuario da parte dell'esercito borbonico, lanciava la scomunica sui responsabili. I consoli inglese e francese invece presentavano le loro proteste al comando militare regio per il modo con cui era stata condotta la repressione.
S'apriva a quel punto una fase di tregua. Gli insorti ricevevano alcuni aiuti provenienti da altre parti della Sicilia, mentre il governo borbonico tentava di staccare Messina dal resto dell'isola, offrendole uno statuto speciale e la sua proclamazione a capitale dell'isola in sostituzione di Palermo. Il comitato insurrezionale rispondeva però che la città preferiva la distruzione al tradimento.

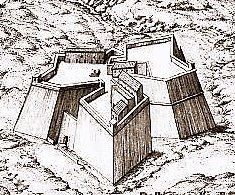
Il forte Gonzaga

##### La presa di forte Real Basso e del campo fortificato di Terranova
Gli insorti controllavano l'intera città vera e propria, ma essa non poteva assolutamente dirsi al sicuro essendo sovrastata dalla Cittadella e dai forti ad essa collegati. Il loro obiettivo doveva essere pertanto la presa o la neutralizzazione dell'imponente sistema fortificato in mano ai napoletani. Tale intento appariva difficilissimo. I rivoltosi avevano circa 4000 uomini con armamento improvvisato e scarso o nullo addestramento, contro un numero equivalente di borbonici bene armati ed addestrati. I cannoni erano 77 dalla parte siciliana, 50 dei quali provenienti dalla fortezza di Milazzo arresasi poco tempo prima, contro 300 dei regi. A questa già netta disparità di mezzi s'aggiungeva poi il problema di riuscire a forzare la cinta difensiva fortezze poderose. I reparti combattenti siciliani erano però sostenuti si può dire dall'intera città di Messina, moralmente ed all'occorrenza anche nei combattimenti. Inoltre le truppe borboniche avevano dato prova negli scontri precedenti di scarsa volontà combattiva, essendosi spesso arrese con facilità, come era avvenuto per i forti di Rocca Guelfonia, Castellaccio e Forte Gonzaga.
I comandanti degli insorti, che al momento erano gli ufficiali Porcelli, Longo, Scalia e Mangano, si ponevano quale primo obiettivo la conquista di forte Real Basso. Si procedeva perciò a costruire nella notte del 22 febbraio una parallela di botti e sacchi riempiti di terra, dietro alla quale si collocavano i cannoni. Al sorgere del sole l'artiglieria siciliana apriva il fuoco sul nemico, che rispondeva da tutte le fortezze. Il duello era decisamente diseguale, poiché il numero di pezzi dei borbonici soverchiava quello dei siciliani: 300 contro 77. Gli insorti però resistevano all'intensissimo fuoco e riuscivano ad aprire una breccia nelle mura di forte Real Basso. Esso era allora attaccato in massa dai siciliani, che colmavano il fossato per poi irrompere nella breccia oppure arrampicarsi sugli spalti con scale mobili. La guarnigione napoletana s'arrendeva immediatamente e i ribelli si impadronivano di circa 30 pezzi d'artiglieria di grosso calibro.
Fu grande la determinazione dei combattenti siciliani, come possono provare alcuni esempi. Al momento dell'assalto al forte Real Basso si trovava sul posto anche la banda musicale dell'Orfanotrofio, ivi recatasi per rincuorare i combattenti. Il figlio di Salvatore Bensaja, Giuseppe, cadde durante l'assalto finale al forte Real Basso, colpito mortalmente mentre innalzava la bandiera tricolore sugli spalti. La notizia della morte non sgomentò il padre, che dichiarò che, essendo gloriosamente morto il figlio per la patria, egli non doveva piangere per la sua morte.
Al contempo altri reparti d'insorti attaccavano il cosiddetto piano di Terranova, che era l'insieme d'opere accessorie e secondarie antistante la Cittadella, che comprendeva il fortino don Blasco, la porta Saracena, l'arsenale, le locali caserme. Nella stessa zona si trovava anche il monastero di Santa Chiara, che era stato occupato dai borbonici e trasformato in fortilizio improvvisato. Questo complesso d'opere era preso d'assalto e conquistato dai siciliani, costringendo i borbonici a ripiegare all'interno della gigantesca Cittadella.

##### L'esercito regolare siciliano. La nascita dei "camiciotti"
L'artiglieria regia insisteva tuttavia nel bombardamento, che si protraeva dalla mattina del 22 febbraio sino alla sera del 24. Questo bombardamento di rappresaglia sulla città suscitò anche una condanna da parte del politico e storico Adolphe Thiers alla Camera francese. Intanto però i messinesi riuscirono a recuperare 17 cannoni navali dalle macerie dei magazzini dell'arsenale. Frattanto il generale Cardamona era sostituito dal maresciallo di campo Paolo Pronio, che riceveva inoltre rinforzi di truppe. Un contrattacco borbonico riusciva nel pomeriggio del 25 febbraio a riprendere forte Don Blasco.
Gli insorti procedevano da parte loro a riorganizzare la propria struttura di comando. Il comitato rivoluzionario aveva per presidente il dottor G. Pisano, anche se di fatto il comando degli insorti sul piano militare passava temporaneamente ad Ignazio Ribotti, un liberale e patriota costretto all'esilio del 1831 e che aveva combattuto in Spagna e Portogallo raggiungendo il grado di colonnello.
I siciliani facevano un ultimo tentativo di prendere la Cittadella, ordinando il fuoco alle proprie artiglierie contro la Cittadella stessa e forte San Salvatore, con un'azione che si protraeva per due giorni, il 7 e l'8 marzo. I borbonici replicavano sparando coi propri cannoni sulla città. Mentre i danni sulle massicce fortificazioni in cui erano rinserrati i regi erano scarsi, erano invece gravi quelli dell'abitato di Messina. Essendo le munizioni d'artiglieria dei siciliani ormai molto ridotte, gli insorti accettavano la proposta di una tregua d'armi, che venne abitualmente rispettata sino alla terza decade d'aprile, anche se le artiglierie borboniche di tanto in tanto riprendevano il fuoco sulla città, provocando danni e vittime e mantenendo la cittadinanza in uno stato di continua apprensione.
Questo periodo era impiegato dal nuovo regno di Sicilia, proclamato dal rieletto parlamento siciliano e riaperto il 25 marzo, per cercare di costituire un esercito regolare da parte del governo provvisorio guidato da Ruggero Settimo. I primi reparti costituiti avevano una divisa formata da una blusa di colore blu scuro, berretto dello stesso colore con coccarda tricolore, mostrine rosse, pantaloni di colore grigio. Il popolo soprannominò ben presto questi militari col nome di “camiciotti” per la blusa che indossavano e così furono tramandati alla storia. Le unità regolari erano poi affiancate dalla Guardia nazionale, dagli irregolari delle squadre provenienti dall'entroterra ed all'occorrenza dal puro e semplice afflusso di cittadini di Messina. Erano invece pochi gli ufficiali con valida preparazione tecnica, indispensabile specialmente per il tipo di guerra d'assedio che si svolgeva, in cui il genio e l'artiglieria, le cosiddette “armi dotte”, erano basilari. Inoltre il comando degli insorti aveva problemi organizzativi.

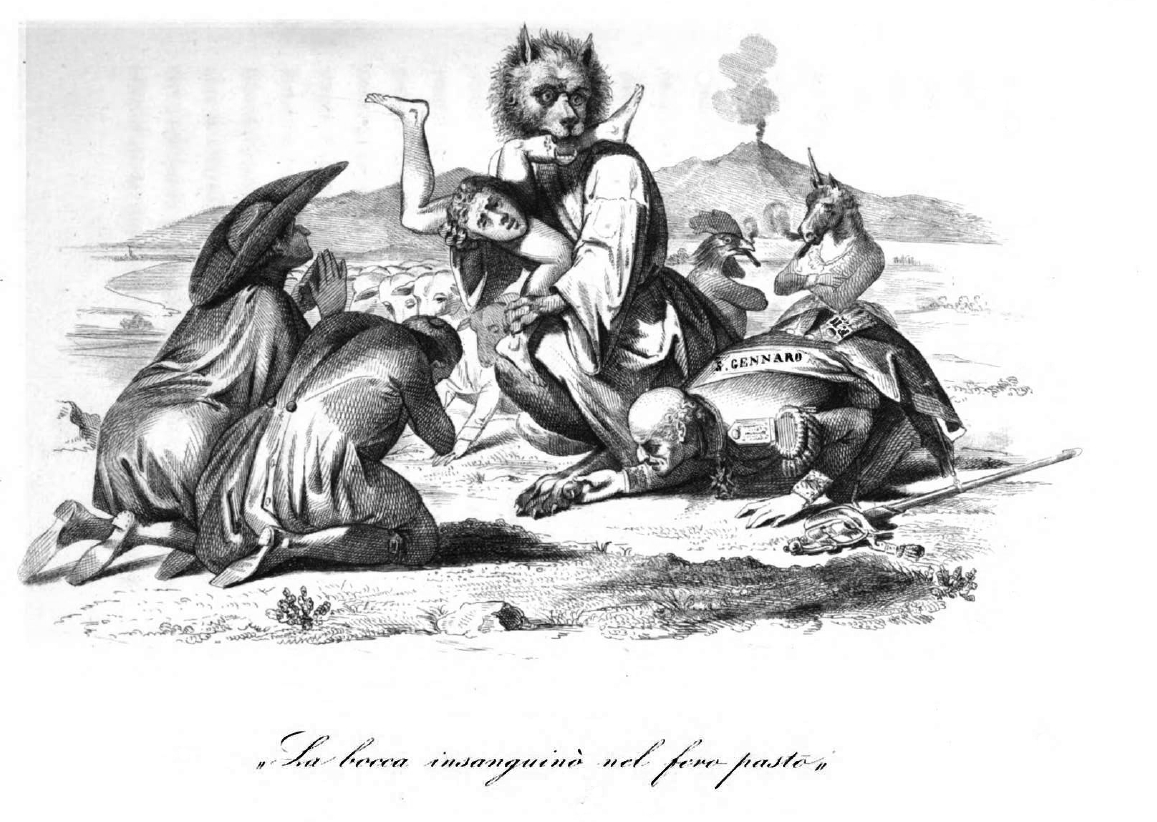

#### Terza fase: 17 aprile/24 agosto
La fragile tregua era interrotta dai borbonici, che il 17 aprile sferravano un altro pesante bombardamento sulla città, tirando dalla Cittadella e da forte san Salvatore. Giungevano frattanto grossi rinforzi di uomini e munizioni ai regi, che riprendevano a bombardare il 21 aprile. Quel giorno era il Venerdì Santo della Settimana pasquale ed i cittadini di Messina erano tutti riuniti nelle chiese per le funzioni religiose, confidando in una tregua nei bombardamenti per la santità del giorno: “La mattina del dì 21, solennità del Venerdì Santo, in tutta sicurezza di tregua per la santità del giorno, la popolazione si affollò nelle chiese e per le vie com'è costumanza, quando tutto a un tratto un terribile bombardamento fu cominciato contro la città, il quale durò fino a notte avanzata”.
Il giorno 24 aprile, il Lunedì dell'Angelo di Pasqua, i borbonici intraprendevano un'offensiva. Sia il 24, sia il 25 aprile i napoletani bombardavano la città e facevano partire sortite dalla Cittadella verso il piano di Terranova. Gli attacchi di fanteria erano però respinti dai siciliani. Le due parti decidevano quindi di sottoscrivere una tregua.
Dopo questi fatti il sacerdote Giovanni Krymi, che era stato condannato a morte per la partecipazione all'insurrezione del 1º settembre 1847 ed era stato poi liberato dal carcere dalla rivolta d'inizio anno, fece recapitare al generale Pronio comandante delle truppe borboniche della Cittadella una lettera, trasmessagli per il tramite del viceconsole francese. In essa il Krymi esprimeva la propria indignazione come cristiano ed ecclesiastico per «la rapina e l'eccidio al Monistero ed alla Chiesa de' Benedettini Bianchi» di cui le truppe borboniche s'erano rese responsabili durante la rivolta di Palermo del 1848, e soprattutto per le azioni del Pronio compiute a Messina. Il sacerdote ricordava che il generale, venuto a combattere in questa città, l'aveva bombardata «ogni dì», ma ciò che specialmente egli rinfacciava al comandante borbonico era d'aver bombardato Messina anche nel giorno del Venerdì Santo di Pasqua e d'aver proseguito tale operazione persino nelle giornate in cui la cittadinanza aveva accettato un «armistizio richiestole dal Ministero di Napoli».Per queste ed altre ragioni il Krymi sfidava formalmente a duello il generale Paolo Pronio. Il messaggio, che comparve anche sul foglio Il Procida, era intitolato Sfida di Giovanni Krymi al generale del re bombardatore generale Pronio.
Anche la tregua sottoscritta in precedenza era però spezzata dalle truppe borboniche, che il 5 giugno sferravano un'altra sortita in direzione del piano di Terranova, poi ripetuta nella notte. Entrambi gli attacchi s'infrangevano contro la decisa resistenza siciliana, al che l'artiglieria dei regi riprendeva a sparare sulla città. La lotta proseguiva anche sul mare: il 15 giugno, nello stretto di Messina, le barche cannoniere siciliane, comandate dal capitano di vascello Vincenzo Miloro, affrontavano e costringevano alla fuga una fregata a vapore napoletana. Nella notte del 17 i borbonici attaccavano ancora una volta nel piano di Terranova ed ancora una volta erano costretti alla ritirata. Allo scontro partecipavano da parte siciliana anche molti volontari improvvisati forniti di picche e coltelli.
Anche se gli insorti continuavano ad avere successi parziali, la Cittadella restava inespugnabile e poteva tenere sotto tiro con i suoi 300 cannoni la città, che si trovava a distanza di poche centinaia di metri.
Anche nelle pause fra i bombardamenti veri e propri, cadevano continuamente colpi d'artiglieria contro i cittadini di Messina che si mostravano per le vie, sui tetti o che accendevano luci, insomma che mostravano la propria presenza: “Dato non era il poter trattare negozii in sulle pubbliche piazze; scorrere le vie per domestiche bisogne; non sicuro lo stare per pochi istanti su qualche terrazzo; pericoloso il porre un lumicino su qualche finestra; insomma la vita era in ogni momento funestata, mal sicura ed incerta. Il Pronio non dava quiete né riposo. Egli stimava impresa di valore lo ammazzare qualche povera donna o fanciullo; stimava gloria il conquassare miserabilmente la dimora di qualche popolano, o di qualche ricco cittadino. Furono veramente giorni tristissimi quegli otto mesi fra gli strazi di questo bombardamento trapassati.”
Era indispensabile per i siciliani riuscire a conquistare la grande fortezza, ma questo non si poteva fare con un assalto all'arma bianca, che si sarebbe infranto dinanzi ai fossati, alle mura, alla numerosissima artiglieria: risultava necessario agire con tecniche d'assedio, ma scarseggiavano da parte degli insorgenti sia gli uomini qualificati, sia i mezzi. Continuavano frattanto gli scontri e dal 15 al 24 agosto le artiglierie napoletane tiravano sulla città.
Il morale dei cittadini rimase comunque alto ed acquistò popolarità fra i messinesi una canzone in cui si parlava con tono di sfida dei bombardamenti compiuti dalla Cittadella sulla città e si rivendicava la libertà dal dominio borbonico.

## L'assedio borbonico

### La preparazione della spedizione d'invasione

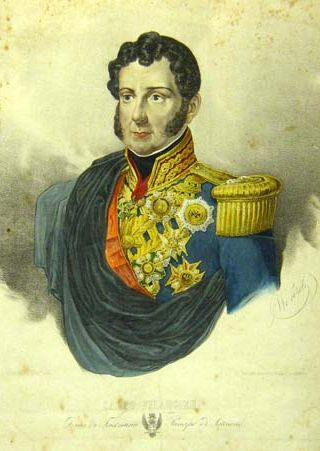
Il generale borbonico Carlo Filangeri

Re Ferdinando II aveva provveduto a schiacciare durante l'estate la rivolta della Calabria ed era ora pronto ad invadere la Sicilia per sottometterla di nuovo al suo dominio. I preparativi della spedizione iniziavano già a fine agosto. Il suo comandante designato era il principe di Satriano, il tenente generale Carlo Filangieri, figlio di Gaetano Filangieri (il celebre autore della Scienza della legislazione), veterano dell'esercito napoleonico (era stato colonnello di Gioacchino Murat) e senz'altro il migliore fra tutti i generali borbonici.
Il corpo di spedizione comprendeva 18 000 uomini di fanteria, 1500 del personale di marina imbarcato sulle navi, più i 5000 uomini di guarnigione nella Cittadella, per un totale di 24500 uomini impegnati contro Messina, con 450 cannoni complessivi. Facevano parte di questa armata i migliori reparti di tutto l'esercito borbonico, ossia i mercenari svizzeri. La superiorità di forze era schiacciante da parte borbonica, poiché gli insorti potevano contare attorno ai 6000 uomini.
Piero Pieri, storico militare italiano, riporta in proposito i seguenti calcoli nella sua “Storia militare del Risorgimento”: “Due battaglioni di «camiciotti», 1000 uomini complessivi, 400 artiglieri, 300 zappatori del genio e 200 guardie municipali; e inoltre 500 marinai cannonieri addetti alle batterie fra Messina e il Faro, i quali non presero parte alla lotta. In totale le formazioni che potremmo chiamare regolari assommavano a 2500 uomini, di cui 2000 nei punti attaccati. A queste bisognava aggiungere 2500 uomini delle squadre; 500 uomini di Guardia Nazionale e 500 altri uomini degli equipaggi delle scialuppe e inoltre 2000 elementi delle squadre dislocati lungo la costa da Galati a Forza d'Agrò al sud di Messina, e da Torre Faro a Milazzo. Nell'insieme dunque Messina disponeva di 6000 uomini armati alla meglio, addestrati in modo ineguale e senza un vero capo, contro 25000 soldati rappresentanti la parte migliore dell'esercito borbonico e con un capo, veterano delle guerre napoleoniche, d'innegabile valore ed energia.” Fra le 6000 unità siciliane, soltanto 5000 erano munite di fucili. Il divario era grande anche nelle artiglierie, con 112 cannoni per gli insorti, 450 per i borbonici.
Cittadini d'ogni categoria, ricchi e poveri, ecclesiastici e laici, uomini e donne, giovani e vecchi, concorsero però attivamente a rafforzare le fortificazioni improvvisate per resistere al previsto attacco dei borbonici.
Nonostante l'enorme sproporzione di uomini e mezzi, nell'ordine di 4 contro 1 a favore dei napoletani, la battaglia finale dell'assedio di Messina fu eccezionalmente accanita.

### L'attacco finale d'inizio settembre
Il primo attacco delle truppe regie si svolse il 3 settembre e fu condotto con misure drastiche, poiché i generali borbonici avevano dato l'ordine di passare per le armi i prigionieri ed i reparti napoletani avanzarono seminando strage fra i civili e distruggendo ogni cosa: «il nemico progredendo nella sua marcia ammazzava uomini inermi, ardeva case, devastava e rapinava ogni cosa». La resistenza dei siciliani fu comunque estremamente energica e costrinse le unità borboniche a ripiegare con un deciso contrattacco alla baionetta, dopo avergli inflitto perdite per molte centinaia di uomini. L'artiglieria della Cittadella però prese a bombardare la città con un'intensità prima sconosciuta e continuò a farlo anche nei giorni seguenti, incendiando o riducendo in macerie interi quartieri. Il fittissimo bombardamento a tappeto sulla città si protrasse ininterrottamente per cinque giorni e fu compiuto con ogni tipo di proiettili: a palla piena, con bombe, persino mediante razzi incendiari.  Mentre l'azione dell'artiglieria borbonica proseguiva di continuo sulla città, il Filangieri preparava un altro attacco.
L'operazione consisteva in uno sbarco a sud di Messina, preceduto ed accompagnato da un intenso bombardamento della squadra navale (i cui cannoni tiravano sulla strada consolare detta del Dromo e su tutto il territorio limitrofo), che avrebbe coinciso con il bombardamento diretto dai forti e con un'azione di fanteria dalla Cittadella. Le truppe siciliane cercavano d'impedire l'avanzata al nemico sbarcato, di molto superiore di numero e mezzi, concentrando la propria difesa su di una serie di linee difensive. I “camiciotti” ed i volontari prendevano posizione successivamente presso i villaggi di Contesse, poi di Gazzi, poi di borgo san Clemente, da dove venivano scacciati soltanto dopo molte ore di battaglia ed in seguito a combattimenti svoltisi casa per casa. I due villaggi di Contesse e di Gazzi ed il borgo san Clemente finivano praticamente distrutti dall'esercito borbonico: le case scampate al bombardamento venivano incendiate dai soldati tramite bombe incendiarie al fosforo, mentre i civili erano fucilati sul posto. Dopo aver perso queste tre linee di resistenza, i siciliani prendevano posizione dietro la fiumara Zaera, che era rafforzata da improvvisati trinceramenti che si appoggiavano ad edifici robusti. I napoletani attaccavano nuovamente usando l'artiglieria a propria disposizione per schiacciare gli insorti, tirando dalla Cittadella, dal mare con la flotta e con le artiglierie mobili. L'attacco borbonico procedeva ora da due direzione: dalla Cittadella verso il piano di Terranova e dalla testa di ponte dello sbarco in direzione della fiumara Zaera. L'offensiva però sostanzialmente si arenava davanti alla difesa estremamente tenace opposta dai siciliani e le truppe regie giungevano a ripiegare in preda al panico ed al disordine, al punto che fra di loro si parlava di reimbarcarsi e fuggire. Il Filangieri, vedendo i suoi reparti così demoralizzati e pronti alla fuga, ordinava alla flotta d'allontanarsi, per togliere alla truppa ogni idea di possibile ritirata. Il comandante borbonico era comunque assai preoccupato e trascorreva la notte insonne vegliando in mezzo ai suoi uomini. Frattanto, a Messina la popolazione era ancora decisa a battersi e si trovavano anche religiosi e donne che incitavano gli uomini al combattimento. Buona parte della città però era stata arsa o distrutta dall'incessante bombardamento, che aveva ucciso o costretto alla fuga moltissimi degli abitanti. La mattina seguente del 7 settembre riprendeva l'offensiva borbonica, con lo stesso modus operandi del giorno precedente: massicci bombardamenti d'artiglieria; incendi appiccati agli edifici mediante bombe incendiarie al fosforo adoperate dai soldati; azioni di fanteria che procedevano a rastrellare il terreno uccidendo chiunque trovassero. L'azione difensiva dei siciliani contendeva il terreno palmo a palmo, ma il continuo affluire di truppe nemiche, diverse volte superiori di numero, determinava la caduta ad uno ad uno di tutti i capisaldi, che erano comunque difesi sino alla fine.
Fu incendiato dai soldati borbonici anche l'ospizio di Collereale, con massacro dei malati che vi si trovavano: “Furono gli infermi, i ciechi, ed i paralitici dell'ospizio Collereale a colpi di baionetta scacciati, ed impigliandosi fra le schiere borboniche, rimasero tutti scelleratamente ammazzati. Furono arse e distrutte tutte le dimore del borgo San Clemente posto poco prima di giungere al torrente della Zaera. Da ogni parte non udivansi che lamenti e gemiti, da ogni parte non vedevansi che cadaveri mutilati, donne o fanciulli, soldati o cittadini, feriti ed agonizzanti in ogni strana attitudine o imagine di morte.”
Il massacro degli ospiti dell'Ospizio Collereale, in cui vivevano ciechi e paralitici, fu dovuto anche allo stato di ubriachezza in cui si trovava la maggior parte dei soldati borbonici: “Cacciati a colpi di baionetta dal loro Ospizio, molti ciechi e paralitici, sorreggendosi e guidandosi l'un l'altro, cercavano a tentoni un rifugio, uno scampo: ma impigliatisi nelle file napolitane, eran tutti codardamente trucidati: i soldati napolitani, e più li svizzeri, durante la notte erano stati eccitati con vino ed acquavite, e la maggior parte di loro era in uno stato di ubriachezza feroce”.
Il combattimento proseguì con scontri corpo a corpo che si svolsero casa per casa, finché l'ultimo importante punto di difesa degli insorti, il convento della Maddalena, fu accerchiato e distrutto. Anche membri del clero presero parte alla difesa del monastero assalito dai napoletani. I “camiciotti” superstiti che lo difendevano preferirono suicidarsi che cadere vivi nelle mani dei napoletani, gettandosi dentro ad un pozzo. Si conoscono i nomi di sette di loro: Antonino Bagnato, Carmelo Bombara, Giuseppe Piamonte, Giovanni Sollima, Diego Mauceli, Pasquale Danisi e Nicola Ruggeri. Anche la caduta del monastero della Maddalena non segnò la fine della durissima battaglia, poiché gli insorti si difesero ancora nel quartiere retrostante, dove i mercenari svizzeri procedettero incendiando sistematicamente tutti gli edifici. La truppa borbonica non risparmiò neppure l'Ospedale cittadino, a cui diede fuoco, bruciandovi dentro molti malati e feriti che vi erano degenti: “Appiccarono il foco al grande Ospitale, e vi arser dentro malati e feriti assai”. Preso o per meglio dire distrutto il quartiere che si trovava fra via Imperiale e via Porta Imperiale, i reparti borbonici che avanzavano dal mezzogiorno, ossia dalla testa di ponte navale, si congiungevano con quelli che provenivano dalla Cittadella.

### La violenza sui vinti: massacri, stupri, incendi e saccheggi
A questo punto, nella sera del 7 settembre, la battaglia poteva dirsi praticamente finita. Il Filangieri però non osava far addentrare le sue truppe nell'insieme di vicoli che allora componevano il centro storico di Messina: malgrado le forze regolari siciliane fossero state sterminate o costrette alla fuga, il bombardamento dei borbonici continuò sulla città indifesa, ossia sulla parte che non era stata ancora occupata dai regi, per altre sette ore. Frattanto i militari dell'esercito borbonico si davano al saccheggio ed alle violenze sugli abitanti: “Li Svizzeri ed i Napolitani non marciavano che preceduti dalli incendii, seguìti dalle rapine, da' saccheggi, dalli assassinamenti, dalli stupri […]. Donne violate nelle chiese, ove speravano sicurezza, e poi trucidate, sacerdoti ammazzati sulli altari, fanciulle tagliate a pezzi, vecchi ed infermi sgozzati ne' proprii letti, famiglie intere gittate dalle finestre o arse dentro le proprie case, i Monti di prestito saccheggiati, i vasi sacri involati”.
Furono numerosi nel corso delle giornate del settembre 1848 i casi di civili che vennero uccisi intenzionalmente dalle truppe borboniche, che in alcuni casi violentarono donne rifugiatesi nelle chiese prima d'assassinarle, uccisero tutti i bambini e trucidarono malati nei loro letti, come avvenne ad esempio per l'anziano contadino Francesco Bombace, ottuagenario, e per la figlia di Letterio Russo, che venne decapitata ed a cui furono amputati i seni. Furono saccheggiate e distrutte anche alcune abitazioni di stranieri che vivevano a Messina, tanto che il console inglese Barker riferendo l'accaduto al suo governo scriveva che molti sudditi inglesi ivi residenti erano ridotti in rovina e che era stato ferito a colpi di sciabola persino un diplomatico, il console di Grecia e Baviera M. G. M. Rillian, malgrado si trovasse in uniforme, prima che anche la sua dimora fosse saccheggiata ed incendiata.
Le truppe borboniche non risparmiarono dal saccheggio neppure gli edifici religiosi. Ad esempio, la chiesa di san Domenico, ricca di opere d'arte, fu prima saccheggiata dei suoi oggetti sacri, poi incendiata e totalmente distrutta. Furono incalcolabili le perdite di vite umane. Un ufficiale borbonico scriveva al fratello, subito dopo la presa di Messina, affermando che i reparti napoletani avevano riconquistato la città con un fuoco intensissimo e «calpestando cadaveri in ogni passo che si avanzava per lo spazio di circa due miglia» per poi commentare «Che orrore! Che incendio!». Anche l'ammiraglio inglese Parker condannò l'operato dei borbonici ed in particolare il bombardamento terroristico protratto sulla città anche dopo la fine d'ogni resistenza per ben otto ore: «La più grande ferocia fu mostrata dai napoletani, la cui furia fu incessante per otto ore, dopo che ogni resistenza era cessata».
Messina fu anche travagliata dall'operato di criminali comuni inviati da re Ferdinando II in Sicilia contro gli insorti e che dopo aver tormentato per mesi i Siciliani con azioni brigantesche (delitti, violenze, furti ecc.) si diedero al momento della caduta della città al suo saccheggio, giungendo con piccole imbarcazioni dalla Calabria per fare bottino.
Molti abitanti di Messina cercarono scampo imbarcandosi e fuggendo via mare oppure accalcandosi sulle navi francesi ed inglesi che si trovavano nelle vicinanze. “Dal primo trarre delle artiglierie una moltitudine di barche mercantili, da trasporto, e pescherecce uscirono dal porto di Messina piene di pacifici abitatori, i quali concorrevano a calca sui navigli inglesi e francesi come in luogo di salute." Il numero dei cittadini fuggiaschi fu tale da spingere i comandanti delle forze navali di Francia ed Inghilterra che assistevano alla battaglia a scrivere al generale borbonico Filangieri di concedere una tregua, poiché le loro imbarcazioni erano ormai impossibilitate ad accogliere altre famiglie che fuggivano dal saccheggio, cosicché lo pregavano in nome di Dio d'arrestare le operazioni militari.”

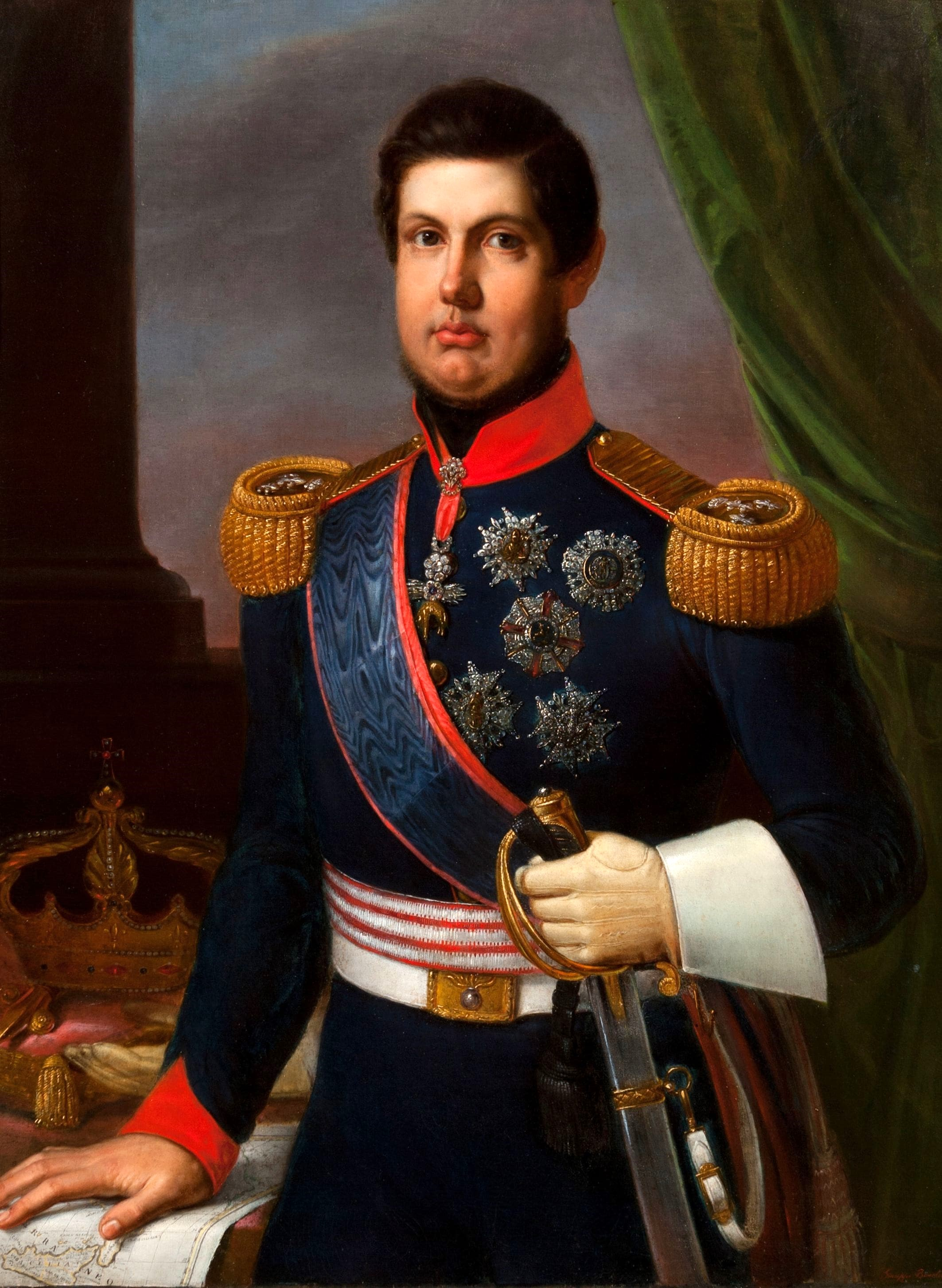
Ferdinando II a causa del bombardamento di Messina fu soprannominato "re bomba"

## Conseguenze

### Le conseguenze: perdite umane e materiali
La sconfitta degli insorti a Messina segnò l'inizio della fine della rivoluzione siciliana del 1848-1849, con esiti politici di grande portata. È impossibile calcolare il numero di morti avutosi nel corso della durissima battaglia, durata per nove mesi e conclusasi con una serie di combattimenti d'eccezionale violenza. Commenta il Pieri: “In verità la difesa di Messina era stata veramente epica; per tre volte la spedizione accuratamente preparata e con forze tanto soverchianti era stata sul punto di risolversi in un fallimento. La città era semidistrutta; eppure il bombardamento non l'aveva domata e i difensori s'erano battuti fino all'estremo; cosicché si può ben dire che, malgrado l'insufficienza e la mancanza di capi, la città non si era arresa. Essa la sera del 7 settembre era tutta un incendio e ancora i vincitori paventavano nuove disperate sorprese.”
Il bombardamento e gli incendi appiccati suscitarono le proteste dei diplomatici stranieri presenti a Messina, precisamente dei consoli del Belgio, della Danimarca, della Francia, del Regno Unito, dei Paesi Bassi, della Russia, della Svizzera.
La stessa Relazione delle operazioni militari di Messina nel settembre 1848, pubblicata a Napoli nel 1849 a cura dello stato maggiore borbonico, ammette che il bombardamento ebbe effetti devastanti su Messina. Essa così descrive gli effetti del fuoco dell'artiglieria regia contro la città nelle giornate della battaglia finale:
“Cominciata l'alba del giorno 4 il bombardamento […] ricominciò colla stessa rabia del giorno precedente; il fuoco ripigliato all'alzarsi del Sole, fu intermesso soltanto a notte buia. La condizione della Città, mercé questo rinnovato attacco era oltremodo misera e compassionevole. […] non altro si scorgeva che fumo e caligine, non altro si udiva che fragore e scoppio di artiglierie; qual danno, e quanta ruina abbia subìta Messina posta in mezzo a tanto conflitto, è più agevole immaginarlo che dirlo; i quartieri che si trovavano più vicini alle batterie che scambiavano il loro fuoco non presentavano più che mucchi di rovine”.
Il giorno seguente il bombardamento sarebbe stato ancora più violento e distruttivo: “Più orrenda e più sanguinosa delle due già descritte fu la giornata del 5; il fuoco si cominciò innanzi l'alba; […] Coll'inoltrarsi del giorno il bombardamento si faceva più attivo; il fuoco dei Forti, un dopo l'altro incominciato sulle colline, e simultaneamente dai vari punti della Cittadella, era sì violento e continuo, che non lasciava un momento di riposo: esso cagionava un fumo densissimo che involveva tutto in densa caligine, e la Città pareva bruciasse interamente; durante questo tristo spettacolo fino a sera le case venivano scosse dalle molteplici detonazioni, e gli abitanti fuggivano da esse, sì perché incendiate, sì perché cadute in rovina.” Al momento poi della conclusione del lunghissimo assedio, “l'interno della Città pareva fosse un vulcano; dense nubi di fumo nerissimo, si elevavano da tutte le parti”.

In una sua lettera privata, un ufficiale di linea borbonico, che aveva combattuto a Messina, riferiva l'esito della battaglia dicendo che vi erano «feriti immensi, morti non so numerarteli, sì da noi che da loro», mentre la città appariva quasi interamente distrutta, con poche abitazioni ancora integre: «ho inorridito nel vedere la bellissima Messina ridotta tutta uno sfabricinio, appena poche case rimaste per essere stata abbattuta da tre giorni di continuo fuoco di cannoni e bocche della cittadella […] Pianti di quei poveri rimasti rovina del paese che formavano una desolazione e afflizione».
Il 12 settembre 1848, quindi subito dopo la sconfitta dell'insurrezione e nell'immediatezza della restaurazione borbonica, il sindaco designato della città di Messina, il marchese Cassibile, notoriamente simpatizzante della monarchia borbonica, scriveva che esistevano poche abitazioni che potessero essere adibite ad alloggio militare per le truppe occupanti, essendo state le altre incendiate o distrutte.
La gravità delle perdite umane e materiali venne riconosciuta e denunciata anche da osservatori stranieri. Un giornalista del “Times”, inviato a Messina, riferiva in un suo articolo del 13 ottobre 1848 che la città era stata in gran parte distrutta, non solo dai bombardamenti, ma in buona misura dagli incendi appiccati dai soldati napoletani. Le distruzioni avevano colpito duramente anche le ville ed i giardini, che secondo questo giornalista avevano praticamente cessato d'esistere, e non avevano risparmiato neppure le chiese.
Furono gravissimi i danni e le distruzioni anche al patrimonio artistico, culturale e storico di Messina, finendo arsi il palazzo del Comune, l'Arcivescovado, le chiese di san Domenico, di san Nicola, dello Spirito Santo, di sant'Uno, di sant'Uomobono, dei Dispersi, il monastero e la grande chiesa dei Benedettini. Il monastero della Maddalena conteneva anche un museo, fondato nel 1610 ed una ricchissima biblioteca con codici con miniature e documenti di grande valore, che andarono per la maggior parte distrutti: «Il monastero fu dato alle fiamme con furia barbarica e distrutto irreparabilmente. L'aspetto più drammatico di quell'incendio fu la distruzione, quasi totale, della biblioteca e di altre opere d'arte. In tal modo la città di Messina, già martoriata da lutti e rovine, dové tollerare anche il brutale incendio dell'elemento culturale presente, in gran copia, nel monastero benedettino.» Le suore del santuario di Montalto, già sede dell'antico monastero cistercense di S. Maria dell'Alto, furono costrette alla fuga dal bombardamento, perdendo così almeno parte degli oggetti preziosi del proprio monastero e parte dell'archivio: l'edificio venne incendiato.
Nei primi mesi del 1849, l'Esercito delle Due Sicilie da Messina partì alla riconquista dell'isola, al comando di Carlo Filangieri, principe di Satriano. Il 7 aprile fu occupata Catania e il 14 Palermo, con i capi rivoluzionari che furono arrestati o che partirono per l'esilio.

### La repressione borbonica

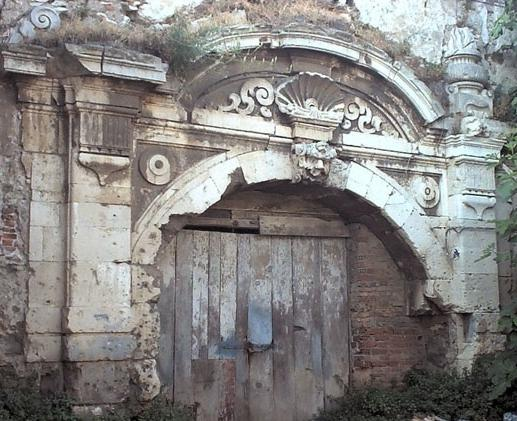
Porta della Real Cittadella

Il governo borbonico non recuperò mai pienamente la sua autorità in Sicilia dopo la repressione. Esso dovette affidarsi all'alleanza con il mondo del crimine (il capo della polizia borbonica dal 1849 al 1860, Salvatore Maniscalco, si serviva dei criminali di professione contro i rivoluzionari) ed alla repressione poliziesca del dissenso politico, che però crebbe.
Alla sconfitta militare dell'insurrezione seguì una dura repressione borbonica. A Messina fu imposto un periodo di stato d'assedio che durò per oltre tre anni. Inoltre il generale Filangieri impose con un suo decreto che la locale università messinese potesse essere frequentata soltanto da studenti della provincia, in pratica isolandola. Furono anche chiusi importanti centri di cultura come il “Circolo della borsa” ed il “Gabinetto letterario”. Molti personaggi illustri ed intellettuali di Messina, coinvolti nella grande rivolta, furono costretti alla fuga ed all'esilio. Chi rimase fu sovente perseguitato.
La Cittadella di Messina continuò a fornire al potere borbonico uno strumento di dominio e controllo su Messina, sia con la minaccia latente dei suoi cannoni e della sua guarnigione, sia come carcere per i prigionieri politici. Questa enorme fortezza proseguì a rappresentare un pericolo incombente sulla città con la sua artiglieria, tanto che ancora agli inizi del 1860 il comandante militare borbonico della piazzaforte ammonì la popolazione che egli avrebbe bombardato Messina alla prima agitazione. Il sindaco messinese, barone Felice Silipigni, osò protestare contro queste minacce e fu perciò rimosso dal suo incarico direttamente su ordine di re Francesco II di Borbone. La prigione interna alla Cittadella, il bagno penale di Santa Teresa, era famigerata per la sua durezza, che conduceva a morte i detenuti. Alcuni fra i protagonisti della rivoluzione siciliana scomparvero fra le mura di questa prigione. Ad esempio, il sacerdote Giovanni Krymi, fra i maggiori esponenti della rivolta di Messina, fu imprigionato per ordine del generale Filangieri all'interno del carcere di Santa Teresa, in cui finì per morire a causa delle spaventose condizioni di detenzione: «fu trasportato nella cittadella di Messina, rintanato da' militari, che imperavano per l'assediata [posta in stato d'assedio N.d.C.] città, nel bagno di Santa Teresa, orribile caverna che infracidiva la tempra più robusta d'uomo. Ivi, dal 1849 al 1854, patì le sevizie e la fame, peggio che morte: ivi spirò». Francesco Bagnasco, fratello del più celebre Rosario ed autore del famoso cartello di "sfida" (apparso sui muri di Palermo la mattina del 9 gennaio per invitare la popolazione ad insorgere per il 12 dello stesso mese), fu rinchiuso nella Cittadella di Messina nel 1849 e vi perì poco più tardi, si sospetta in seguito ad un avvelenamento. Furono assai numerosi i siciliani che finirono rinchiusi nelle carceri della fortezza. Ad esempio, scriveva il patriota catanese Pietro Marano a Rosolino Pilo nel dicembre del 1849: «La belva napoletana inferocisce sempre più. Il giorno 8 di questo mese in Catania furono arrestati trentatré onesti cittadini, e la notte stessa furono condotti, insieme con altri prigionieri politici che erano nel carcere di Catania, nella Cittadella di Messina».
Il lungo e durissimo assedio di Messina del 1848, con gli enormi danni inflitti alla città e le gravi perdite in vite umane, lasciò una traccia duratura anche nella memoria collettiva, come si palesò nel marzo 1861, quando i residui reparti borbonici che ancora controllavano la Cittadella s'arresero al Regio esercito. Allora si manifestò con chiarezza l'odio della popolazione nei confronti delle truppe napoletane del disciolto esercito borbonico, al punto che il generale Cialdini fece fatica a trattenere i messinesi che avrebbero voluto distruggere la fortezza e massacrare i prigionieri. Si ebbe anche un tentativo di linciaggio di prigionieri da parte d'una folla di cittadini di Messina.